# Éric Colmet-Daâge
Éric Colmet Daâge (1948 Paříž – srpen 2025) byl redaktorem francouzského časopisu Photo poté, co byl dlouhou dobu jeho šéfredaktorem. Byl také členem poroty ceny Prix Picto v roce 2008.

## Životopis
Po střední škole Saint-Jean-de-Passy a po setkání svého otce s Henrim Cartier-Bressonem se stal asistentem fotografa Benjamina Augera v Salut les Copains. V roce 1967 byl asistentem uměleckého ředitele časopisu Photo Régise Pagnieze a poté Guye Trillata. V roce 1970 převzal umělecké vedení časopisu Son. V roce 1972 se stal uměleckým ředitelem časopisu Photo a od jeho založení byl jeho šéfredaktorem. V roce 1982 se s Éricem Neveuem podílel na vzniku Newlooku. Zároveň v letech 1975 až 2000 vytvořil a vedl rubriku „Spotřebitelská vysoká“, ve které každý měsíc prezentoval neobvyklé, originální a často drahé předměty, a dále četná speciální čísla Lui věnovaná těmto předmětům. V roce 2014 byl jmenován do funkce redaktor - konzultant francouzského časopisu Photo.
Éric Colmet-Daâge zemřel v srpnu 2025.